# Uno Nord
Karl Uno Torsten Nord, född 17 april 1925 i Stora Hultrum i Vireda församling i Jönköpings län, död 27 oktober 2001 i Stockaryds församling i Jönköpings län, var en svensk centerpartistisk politiker. Han var kommunstyrelseordförande i Sävsjö kommun mellan 1986 och 1991.
Han var son till Lars Nord och Lisa Johansson samt från 1948 gift med Silva Cederqvist (född 1930).